# Гијом де Машо
Гијом де Машо (фр. Guillaume de Machault) био је француски средњовековни књижевник, теоретичар и композитор.

## Биографија
Рођен је око 1300. године у скромној грађанској породици, а његово презиме потиче од имена малог места у Шампањи, у коме је рођен. Био је веома образован и, слично Вијону и де Мену, носио титулу »магистар уметности« . Поред књижевности, бавио се и компоновањем. Као и многи њему савремени писци, зависио је од помоћи и заштите великаша. Служио је као секретар код Јована Луксембуршког, чешког краља, и пратио га по његовим путовањима и ратним походима, а једно време је био и каноник у Ремсу. Умро је 1377. године.

## Књижевни рад

### Схватање поезије
Своје виђење поезије Машо је најјасније изложио у алегоричном Прологу, написаном пред крај живота, мада је и пре тога писао теоријске радове о поезији.
Говорећи о себи као песнику, сматра да га је природа предодредила да опева љубав, божанску и људску, и да му је у ту сврху дала разум који ствара и сређује мисли и осећања. Поред разума, у прављењу поезије, учествује »реторика«, под којом подразумева поетску вештину која мислима и осећањима даје савршен облик, и музика, коју сматра сестром поезије.
Овако схваћена поезија, којој је љубав главни и једини предмет, за Машоа је и извор и плод радости. Он је против оних песника који инспирацију траже у тузи, а ако је предмет ипак тужан, начин на који се он третира треба да буде весео.
За њега писање песама није забава и успутно бележење мисли и осећања, већ наука која захтева много знања, рада и концентрације. Он са поносом истиче своје велико теоријско знање, што потврђује култом форме који гаји.

### Песме
Дајући првенство форми, над садржином и искреношћу, Машо је довео до савршенства многе већ постојеће песничке облике са строго утврђеним распоредом и бројем стихова, строфа и рима (ле, балада, краљевска поема, рондо, тужбалица, вирле). Занимљиво је да је, музички образован, сам компоновао мелодије за своје песме, у којима је истинска емоција ретка, а фабула подређена форми.
Као лирски песник Машо је написао око 400 састава. Заједнички наслов једне веће групе тих песама је Похвала дамама (фр. Louange des Dames). То је класична куртоазна поезија, у којој се на безброј начина слави вољена жена, пре свега њена лепота, али и сваки детаљ који је везан за њу. Машо, у служби племића, писао је ове песме да би се изабраницама његових господара изразили дубоко поштовање и љубав. Међутим, и поред наменског карактера и строгих поштовања версификацијских норми, неки лирски интонирани пасажи поседују искреност и оригиналност.
Писао је и лирско-епске поеме, у дидактично-алегоријском духу, под великим утицајем Романа о Ружи. Тај утицај се највише огледа у ученим расправама, најчешће о питањима љубавне казуистике, и у бројним књижевним реминисценцијама, поготово на Библију и античку књижевност.
У поеми Слово о Лаву (фр. Dit dou Lyon) Машо захвата и у област фантастичног, мешајући га са витешким доживљајима и куртоазним поукама. Причајући о ратним походима Жана Луксембуршког по Литванији, у којима је и сам учествовао, он прича о фантастичном острву и необичном лаву, симболу дворског љубавника, који га води једној дами, док се око њих скупљају дивље звери, симболи зависти. Овакав поступак комбиновања фантастичног и реалног, подсећа на неке романе Кретјена де Трое.
Најличнији и најближи стварности је у поеми Истинито казивање (фр. Le Voir Dit), што је и самим насловом хтео да предочи читаоцу. То је историја једног књижевног пријатељства, зрелог песника са једном младом књижевницом. Пријатељство се временом претвара у љубав која долази до граница чулних доживљаја. Иако је и овде тешко одвојити фикцију од стварности, ипак се песников лик јасно издваја. У литератури којом дефилују надљуди и њихови фантастични подвизи, лик човека који је свестан својих вредности и својих слабости, делује освежавајуће и модерно.

### Историографија
Машо је аутор и једне историјске поеме Заузеће Александрије (фр. La Prise d'Alexandrie) у којој, после митолошког увода, прича о животу и ратовима Пјера I де Лузињана, краља Кипра и Јерусалима, убијеног на Кипру 1369. Као материјал су му послужила казивања очевидаца и документа.

## Утицај Машоове поезије
Машоова самоуверена настојања да своја теоријска начела преточи у поезију и велики дар за версификацију учинили су га предводником песничке школе чији ће утицај, преко писаца ране ренесансе из групе »Великих реторичара«, допирати до Плејаде. Он је међу својим савременицима имао велики углед и био нека врста песничког учитеља. Његов утицај се највише запажа у стваралаштву Есташа Дешана и Кристине де Пизан.